# Zilia Sánchez Domínguez
Zilia Sánchez Domínguez (La Habana, 29 de junio de 1926-San Juan de Puerto Rico, 18 de diciembre de 2024) fue una artista cubana de varias disciplinas, pintora, escultora, grabadora, creadora de construcciones escenográficas. Figura  en el libro Grandes Mujeres Artistas donde se narra la historia de cuatrocientas artistas durante un periodo de cinco siglos.

## Trayectoria
Graduada de la Academia Nacional de Bellas Artes San Alejandro en 1957, entre los años 1966 y 1968 estudió en el Instituto Central de Conservación y Restauración, Madrid, continuó su educación artística y estudió grabado en el Pratt Institute de Brooklyn. 
Residió en España entre los años 1960 y 1962, en los Estados Unidos desde 1962 hasta 1971 y finalmente se instaló en San Juan, Puerto Rico. Se destacó en manifestaciones creativas como la pintura, la escultura, el dibujo y el diseño escenográfico. 

## Obra
Sus esculturas biomórficas, en tonos de negro, blanco y gris, cautivan y se alejan de lo que comúnmente vemos en el arte contemporáneo. Mediante curvas, relieves, ondulaciones y protuberancias, la artista da forma a lo que ella denomina “estructuras”. Esta tridimensionalidad de su trabajo puede vincularse con el paisaje, la geografía y, en particular, el cuerpo de la mujer. Sus creaciones parecen respirar bajo la piel/lienzo, marcadas por líneas o trazos que Sánchez llama “tatuajes”. Abiertamente -censuré- y con un sentido del humor político, la artista infunde la fuerza de la mujer en su obra, creando un nuevo lenguaje visual guiado por la sensibilidad y la sensualidad.

## Exposiciones individuales
Entre las muestras individuales realizadas por ella se encuentran:
En 1953 la realizada con su propio nombre Zilia mostrada en el Lyceum, La Habana. En 1967 presentó sus obras en la Galería El Bosco, Madrid. En 1984 presentó Erótica en la Inter-Latin American Gallery de Nueva York. Otra de sus muestras tuvo lugar en 1991 Zilia Sánchez. Tres Décadas en el Museo Casa Roig, Humacao, Puerto Rico.

## Exposiciones colectivas
Entre las varias exposiciones colectivas en las que participó se encuentran: En 1948 el XXX Salón de Bellas Artes, Círculo de Bellas Artes, La Habana. Estuvo también incluida en la selección para la 5ª Bienal de São Paulo en 1959 desplegada en el Parque Ibirapuera, São Paulo, Brasil. En el año 1997 participó en la exposición Breaking Barriers. Selections from the Museum of Art’s Permanent Contemporary Cuban Collection del Museum of Art, Fort Lauderdale, Florida.

## Colecciones
Su obra está representada en varias colecciones del mundo como la de la Corporación Bienal de Medellín, Medellín, Colombia, también en el Instituto de Cooperación Hispánica, Madrid, y en el Miami Metropolitan Museum and Art Center (MMAC).

## Premios
Ha obtenido varios premios y reconocimientos a su quehacer artístico. En 1951 obtiene el Premio Segundo Salón Leopoldo Romañach, La Habana, Cuba. En la misma década obtiene una beca del Instituto de Cultura Hispánica, Madrid, España. Otro de los premios que ha recibido es el Prize for Excellency, Metro Art Gallery, Nueva York, en 1986.